# Anyphaena wuyi
Anyphaena wuyi är en spindelart som beskrevs av Zhang, Zhu och Song 2005. Anyphaena wuyi ingår i släktet Anyphaena och familjen spökspindlar. Inga underarter finns listade i Catalogue of Life.